# Government House (Canberra)

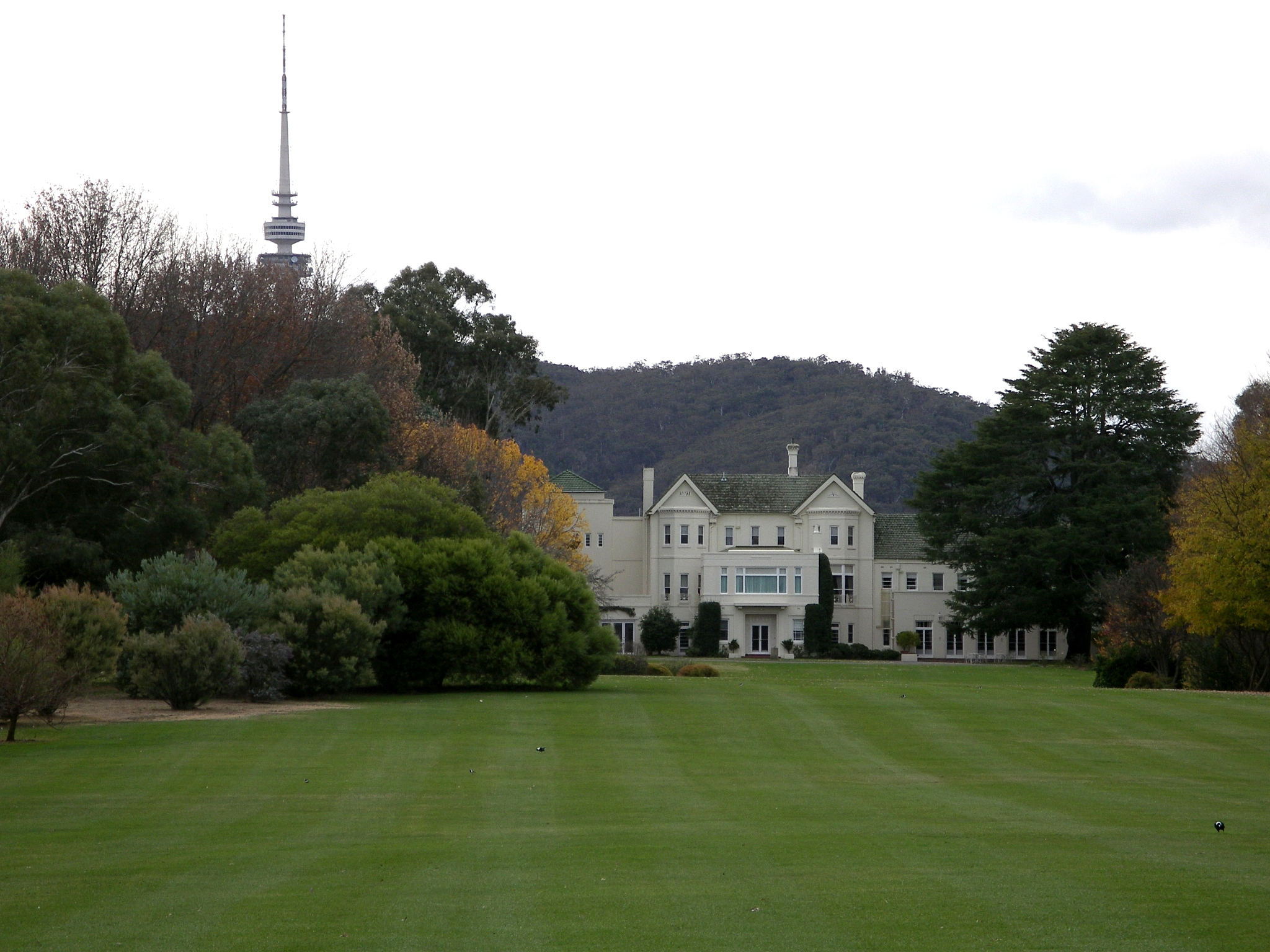
Government House

Government House (wörtlich übersetzt Regierungsgebäude und im Volksmund Yarralumla genannt) ist die offizielle Residenz des Generalgouverneurs von Australien, dem Vertreter der britischen Krone. Das Gebäude in der australischen Hauptstadt Canberra befindet sich inmitten eines 53 Hektar großen Parks im Stadtteil Yarralumla. Dieser zählt zu den teuersten und exklusivsten Wohnlagen der Stadt und ist Standort zahlreicher diplomatischer Vertretungen.
Im Government House präsidiert der Generalgouverneur die Sitzungen des Federal Executive Council (föderaler Exekutivrat), veranstaltet Zeremonien und empfängt Staatsoberhäupter sowie Botschafter anderer Staaten. Besucht das australische Staatsoberhaupt, König Charles III., die Stadt, so wohnt er im Government House; dies gilt auch für andere Staatsoberhäupter.
Von 1901 an war Melbourne die Hauptstadt des Australischen Bundes und der Generalgouverneur residierte im dortigen Government House. Als Canberra 1913 als Standort der zukünftigen Hauptstadt bestimmt wurde, kaufte die Regierung das im Jahr 1891 von Frederick Campbell errichtete Wohnhaus „Yarralumla“. Wegen des Ersten Weltkriegs und wirtschaftlicher Probleme nach dem Krieg dauerte es bis 1927, bis die Regierung nach Canberra umzog. Der Generalgouverneur blieb noch bis 1930 in Melbourne und weilte nur während der Parlamentssessionen in Yarralumla. Der Erste, der dauerhaft hier lebte, war Sir Isaac Isaacs.
Seit den 1920er Jahren ist das Haus mehrmals erweitert und renoviert worden, doch die Grundstruktur des Gebäudes von 1891 ist noch immer sichtbar. Der Generalgouverneur verfügt über eine Nebenresidenz in Sydney, das Admiralty House.
Siehe auch: Government House